# 米の歌
「米の歌」（こめのうた）は、日本の歌。1998年2月   - 3月に、NHKの歌番組「みんなのうた」で放送された。作詞・作曲：伊藤ヨタロウ、編曲・歌：メトロファルス。

## 概要
- 歌詞は、米（米作り）の四季折々の表情を歌ったもので、日本の昔ながらの風景や旅情を思わせるものとなっている。
- 「みんなのうた」におけるアニメーションの映像は南家こうじが担当した。稲作農家の様子や、その田園風景の中を旅する人を描いている。
- 2008年2月には、10年ぶりに初めて再放送されたが、ラジオのみの放送であった。その後、2013年にEテレの企画「お願い！編集長」に寄せられたリクエストに賛同者が多く集まったため、「みんなのうたリクエスト枠」で15年ぶりにテレビで再放送されるに至った。しかし本曲はEテレで放送実績がなく、本来Eテレで放送実績のある楽曲のみ放送されるリクエスト枠では異例だった。これは「お願い! 編集長」で100Eね!を達成していたことに加え、番組スタッフのチェックミスが原因とされる。